# Luxiaria contigaria
Luxiaria contigaria är en fjärilsart som beskrevs av George Francis Hampson 1895. Luxiaria contigaria ingår i släktet Luxiaria och familjen mätare. Inga underarter finns listade i Catalogue of Life.